# 梅希卡諾斯
梅希卡諾斯（西班牙語：Mejicanos），是薩爾瓦多的城鎮，位於該國中西部，由聖薩爾瓦多省負責管轄，面積22.12平方公里，海拔高度712米，2007年人口140,751，人口密度每平方公里6,363.07人。

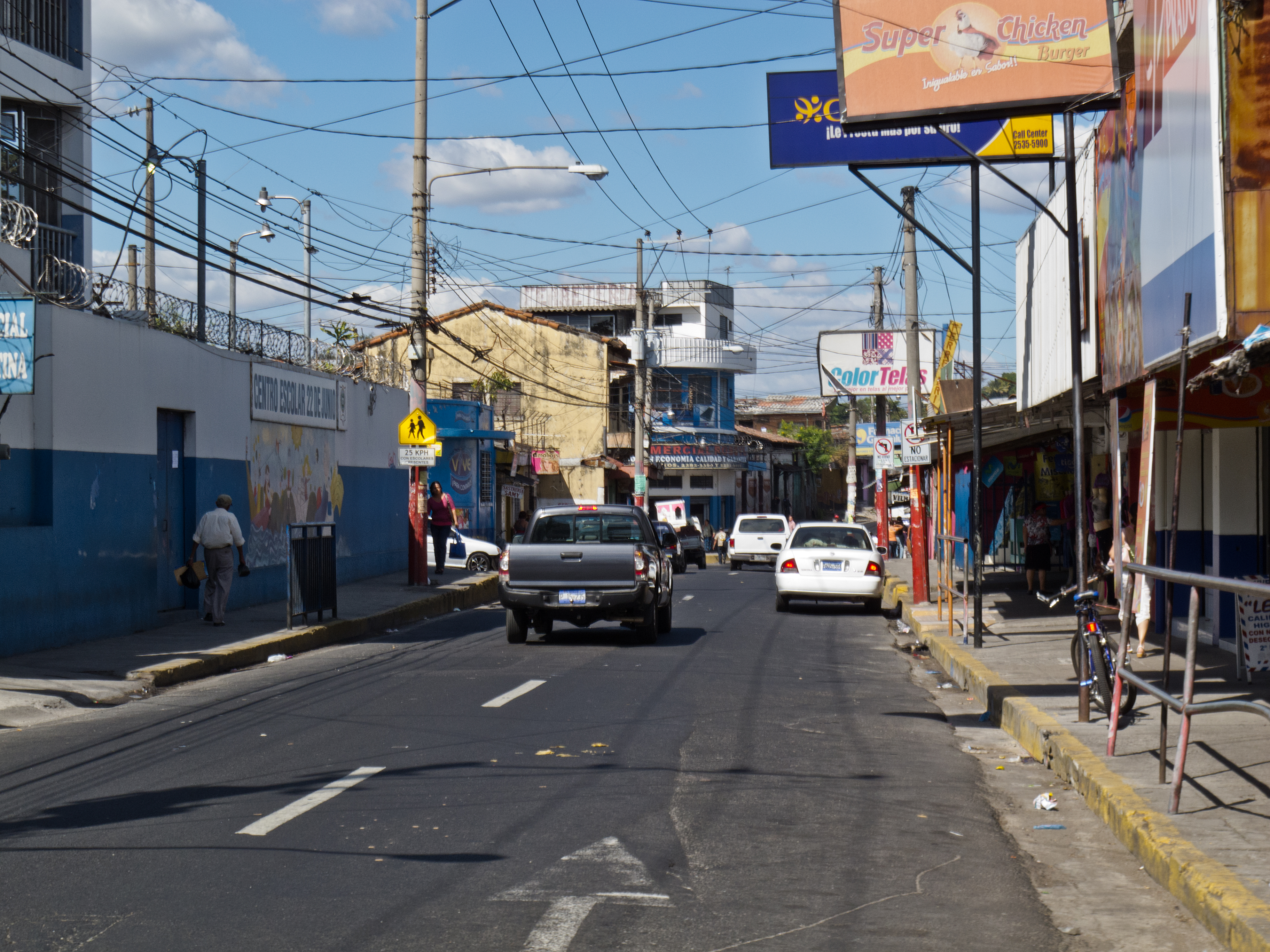

13°44′N 89°13′W / 13.733°N 89.217°W